# فرانکلین هنری گیدینگز

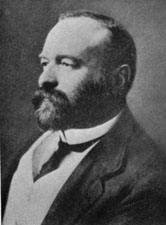
فرانکلین هنری گیدینگز

فرانکلین هنری گیدینگز (به انگلیسی: Franklin Henry Giddings)؛ (۲۳ مارس ۱۸۵۵-۱۱ ژوئن ۱۹۳۱) جامعه‌شناس و اقتصاددان آمریکایی بود. او استاد جامعه‌شناسی دانشگاه کلمبیا و در سال‌های ۱۹۱۱-۱۹۱۰ رئیس انجمن جامعه‌شناسی آمریکا بود.

## زندگی‌نامه
گیدینگز در شرمن، کنتیکت زاده شد. او از کالج یونین نیویورک (۱۸۷۷) فارغ‌التحصیل شد. وی ده سال برای اسپرینگفیلد، ماساچوست «جمهوری‌خواه» و «اتحادیه روزانه» مطالبی نوشت. در سال ۱۸۸۸ او به عنوان مدرس علوم سیاسی در کالج برین مار پنسیلوانیا منصوب شد. در سال ۱۸۹۴ استاد جامعه‌شناسی در دانشگاه کلمبیا شد. او از سال ۱۸۹۲ تا ۱۹۰۵ معاون آکادمی علوم سیاسی و اجتماعی آمریکا بود.
مهم‌ترین سهم گیدینگز مفهوم آگاهی نوعی است، که حالتی از ذهن است که در آن یک موجود آگاه، دیگری را به عنوان یک ذهن مشابه تشخیص می‌دهد. همه انگیزه‌های انسانی خود را حول آگاهی از نوع به عنوان یک اصل تعیین‌کننده سازمان می‌دهند. معاشرت منجر به تعارض می‌شود که از طریق ارتباط، تقلید، مدارا، همکاری و اتحاد منجر به آگاهی از نوع می‌شود. در نهایت گروه به خودآگاهی خود (در مقابل خودآگاهی فردی) دست می‌یابد که از آن سنت‌ها و ارزش‌های اجتماعی می‌تواند ناشی شود.
گیدینگز در سال ۱۹۱۴ همکار افتتاحیه انجمن همکاران آمار آمریکا شد.